# Ronde van Italië 2016/Achtste etappe
De achtste etappe van de Ronde van Italië 2016 werd gereden op 14 mei 2016 van Foligno naar Arezzo. De etappe was 186 kilometer lang. De etappe werd gewonnen door de Italiaan Gianluca Brambilla, hij nam tevens de leiderstrui over van Nederlander Tom Dumoulin.

## Uitslag
| Foligno naar Arezzo (169 km) |                      |                             |          |
| Plaats                       | Naam                 | Ploeg                       | Tijd     |
| Winnaar                      | Gianluca Brambilla   | Etixx-Quick Step            | 4u14'05" |
| 2                            | Matteo Montaguti     | AG2R La Mondiale            | + 1'06"  |
| 3                            | Moreno Moser         | Cannondale Pro Cycling Team | + 1'27"  |
| 4                            | Jaco Venter          | Dimension Data              | + 1'28"  |
| 5                            | Alessandro De Marchi | BMC Racing Team             | + 1'33"  |
| 6                            | Alejandro Valverde   | Movistar Team               | + 1'41"  |
| 7                            | Steven Kruijswijk    | Team LottoNL-Jumbo          | z.t.     |
| 8                            | Mikel Landa          | Team Sky                    | z.t.     |
| 9                            | Esteban Chaves       | Orica GreenEDGE             | z.t.     |
| 10                           | Ilnoer Zakarin       | Team Katjoesja              | z.t.     |
| 11                           | Rafał Majka          | Tinkoff                     | + 1'44"  |
| 12                           | Vincenzo Nibali      | Astana Pro Team             | z.t.     |
| 13                           | Rigoberto Urán       | Cannondale Pro Cycling Team | z.t.     |
| 14                           | Andrey Amador        | Movistar Team               | z.t.     |
| 15                           | Sergej Firsanov      | Gazprom-RusVelo             | z.t.     |
|                              |                      |                             |          |
| 35                           | Maxime Monfort       | Lotto Soudal                | + 2'45"  |

## Klassementen
| Algemeen klassement |                    |                             |           |
| Plaats              | Naam               | Ploeg                       | Tijd      |
| Roze trui           | Gianluca Brambilla | Etixx-Quick Step            | 33u39'14" |
| 2                   | Ilnoer Zakarin     | Team Katjoesja              | + 23"     |
| 3                   | Steven Kruijswijk  | Team LottoNL-Jumbo          | + 33"     |
| 4                   | Alejandro Valverde | Movistar Team               | + 36"     |
| 5                   | Vincenzo Nibali    | Astana Pro Team             | + 45"     |
| 6                   | Esteban Chaves     | Orica GreenEDGE             | + 48"     |
| 7                   | Rigoberto Urán     | Cannondale Pro Cycling Team | + 49"     |
| 8                   | Rafał Majka        | Tinkoff                     | + 54"     |
| 9                   | Domenico Pozzovivo | AG2R La Mondiale            | z.t.      |
| 10                  | Mikel Landa        | Team Sky                    | + 1'03"   |
|                     |                    |                             |           |
| 26                  | Maxime Monfort     | Lotto Soudal                | + 3'43"   |

| Puntenklassement |                    |                    |        |
| Plaats           | Naam               | Ploeg              | Punten |
| Rode trui        | André Greipel      | Lotto Soudal       | 119    |
| 2                | Marcel Kittel      | Etixx-Quick Step   | 106    |
| 3                | Arnaud Démare      | FDJ                | 91     |
| 4                | Maarten Tjallingii | Team LottoNL-Jumbo | 80     |
| 5                | Giacomo Nizzolo    | Trek-Segafredo     | 78     |

| Bergklassement |                    |                    |        |
| Plaats         | Naam               | Ploeg              | Punten |
| Blauwe trui    | Tim Wellens        | Lotto Soudal       | 21     |
| 2              | Damiano Cunego     | Nippo-Vini Fantini | 20     |
| 3              | Gianluca Brambilla | Etixx-Quick Step   | 16     |
| 4              | Alessandro Bisolti | Nippo-Vini Fantini | 16     |
| 5              | Stefan Küng        | BMC Racing Team    | 15     |

| Jongerenklassement |                 |                             |           |
| Plaats             | Naam            | Ploeg                       | Tijd      |
| Witte trui         | Bob Jungels     | Etixx-Quick Step            | 33u40'35" |
| 2                  | Davide Formolo  | Cannondale Pro Cycling Team | + 1'28"   |
| 3                  | Carlos Verona   | Etixx-Quick Step            | + 2'03"   |
| 4                  | Valerio Conti   | Lampre-Merida               | + 7'08"   |
| 5                  | Sebastián Henao | Team Sky                    | + 8'37"   |

| Ploegenklassement (tijd) |                             |            |
| Plaats                   | Ploeg                       | Tijd       |
| 1                        | Etixx-Quick Step            | 101u01'10" |
| 2                        | Astana Pro Team             | + 13"      |
| 3                        | Cannondale Pro Cycling Team | + 44"      |
| 4                        | Movistar Team               | + 1'47"    |
| 5                        | Team Katjoesja              | + 2'49"    |

## Opgaves
- Boy van Poppel (Trek-Segafredo)
- Elia Viviani (Team Sky)
- Iuri Filosi (Nippo-Vini Fantini)

1e etappe ·
2e etappe ·
3e etappe ·
4e etappe ·
5e etappe ·
6e etappe ·
7e etappe ·
8e etappe ·
9e etappe ·
10e etappe ·
11e etappe ·
12e etappe ·
13e etappe ·
14e etappe ·
15e etappe ·
16e etappe ·
17e etappe ·
18e etappe ·
19e etappe ·
20e etappe ·
21e etappe
Startlijst · Eindstanden · Afbeeldingen